# Glycine pindanica
Glycine pindanica är en ärtväxtart som beskrevs av Mary Douglas Tindale och Lyndley Alan Craven. Glycine pindanica ingår i släktet sojabönor, och familjen ärtväxter. Inga underarter finns listade i Catalogue of Life.